# Diario de Sevilla
El Diario de Sevilla es un periódico español creado en 1999 en la ciudad de Sevilla. Pertenece al Grupo Joly de comunicación.

## Historia
El Diario de Sevilla nació en un contexto de auge de la prensa local. En la ciudad, como periódicos locales, existían el ABC de Sevilla (filial del ABC) y El Correo de Andalucía. El 10 de enero de 1999 el diario nacional El Mundo añadió a su edición andaluza un cuadernillo dedicado solamente a Sevilla. En junio de 1999 ABC de Sevilla inauguró sus nuevas instalaciones en la Isla de la Cartuja. Entre 1999 y el 2000, ABC creó también diarios en Cádiz, Huelva y Córdoba.
El Diario de Sevilla fue fundado el 28 de febrero de 1999 por el Grupo Joly. Este grupo estaba presidido por Federico Joly, que ya era propietario de Diario de Cádiz, Diario de Jerez y Europa Sur. El propósito fue crear un periódico neutral y no partidista de ámbito local. Su primer presidente fue Manuel Clavero Arévalo y su primer director fue Manuel Jesús Florencio.
Posee una treintena de premios de los congresos de la SND y la Malofiej sobre infografía. En el congreso de la SND (Society for News Design) de 2006 fue considerado el periódico con mejor diseño del mundo y, en 2007, quedó finalista en el mismo concurso.
En los años 2000 el Grupo Joly fundó o adquirió otros periódicos locales. En el 2000 fundó el El Día de Córdoba; en 2002 adquirió Huelva Información (fundado en 1984); en 2003 fundó Granada Hoy; en 2004 fundó Málaga Hoy, y, en 2007, Diario de Almería.